# Urien
Urien - (ur. ok. 520, zm. 572, 592 lub po 597), Urien ap Cynfarch Oer (wymowa szkocka: [ˈɨ̞riɛn ap ˈkənvarχ oːɨ̯r]) lub Urien Rheged (wymowa szkocka: [ˈɨ̞riɛn ˈr̥ɛɡɛd] - potężny władca terytorium lub królestwa znanego jako Rheged. Należy do najbardziej znanych i udokumentowanych postaci „Starej Północy” (Hen Ogledd), żyjących w VI wieku. Jego królestwo najprawdopodobniej znajdowało się wokół zatoki Solway Firth.

## Źródła historyczne
Według Historia Brittonum (ok. 829-830 n.e.) Urien uzyskał decydującą przewagę w konflikcie z Anglosasami w północnej Brytanii w wyniku sojuszu z trzema innymi królami: Rhydderchem Henem, Gwallogiem ap Llênogiem i Morganem. Koalicja sił dowodzonych przez Uriena zamknęła Anglosasów w Lindisfarne. Niestety oblężenie zakończyło się zamordowaniem Uriena na rozkaz jego dawnego sojusznika Morgana.
Najpewniejszy dowód istnienia Uriena pochodzi z Historia Brittonum i ośmiu poematów pochwalnych w języku środkowowalijskim, które przetrwały w rękopisie z XIV wieku. Jeden z nich jest wyraźnie przypisywany słynnemu poecie Taliesinowi, którego uważa się współczesnego Urienowi. Wczesne materiały przedstawiają Uriena jako okrutnego wojownika i ważną postać polityczną swoich czasów, który podbija Piktów, Anglosasów i Brytów ze „Starej Północy”. Mógł być również przywódcą sił walczących z poległymi w bitwie pod Catraeth.
Urien i jego rodzina są często wymieniani w późniejszej średniowiecznej literaturze z Walii. Jego najbardziej znany syn, Owain pojawia się wśród arturiańskich bohaterów jako Gawain.

## Legendy arturiańskie

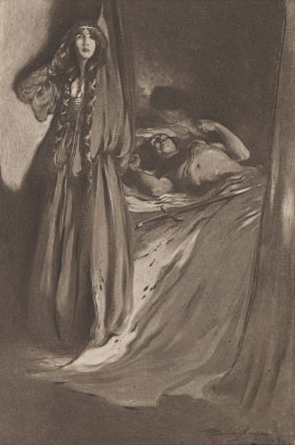
Urien zabity przez własną żonę Morganę w ilustracji Erica Pape’a do poematu Madisona Caweina „Accolon z Galii” z 1889

Geoffrey z Monmouth, czerpiąc ze źródeł walijskich i własnej wyobraźni, zaadaptował Uriena do legend arturiańskich i spopularyzował w Europie. Opowieść, która znalazła wielu zwolenników, przedstawia Uriena jako jednego z trzech braci, którzy rządzili Szkocją przed inwazją Sasów. Pozostali dwaj to: Lot i Auguselus. Po wyzwoleniu Szkocji, Artur przywrócił tron Alby Auguselusowi i uczynił Uriena królem Moray. W późniejszym okresie, syn Uriena Eventus zastąpił na tronie Auguselusa.
W niektórych legendach arturiańskich król Urien poślubia Morganę Le Fay, siostrę króla Artura, która według jednej z opowieści planowała ukraść miecz Excalibur, zabić Artura i Uriena, a następnie przejąć tron dla siebie i swojego kochanka Accolona.